# Strøby
Strøby – miasto w Danii, w regionie Zelandia, w gminie Stevns.